# Emma Waldeck-Pyrmont
Adelajda Emma Wilhelmina Teresa Waldeck-Pyrmont (ur. 2 sierpnia 1858 w Arolsen, zm. 20 marca 1934 w Hadze) – druga żona Wilhelma III, królowa Holandii.
Królowa Emma jest bardzo dobrze pamiętana w holenderskiej rodzinie królewskiej. W latach 1890–1898 była królową regentką oraz matką królowej w latach 1890–1934.

## Rodzina

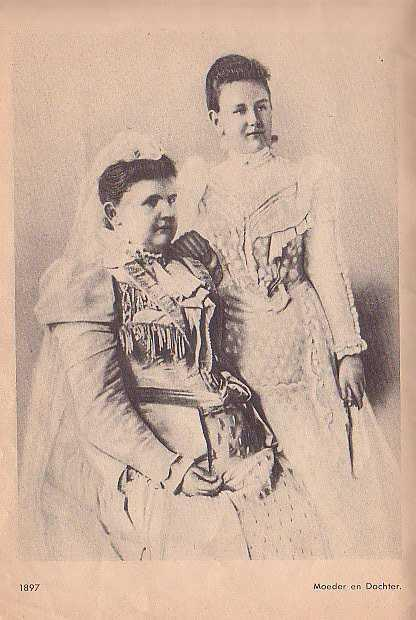
Emma Waldeck-Pyrmont z córką

Przyszła królowa Holandii urodziła się w małym niemieckim miasteczku Arolsen. Jej rodzicami byli książę Waldecku i Pyrmontu, Jerzy Wiktor oraz jego żona, księżniczka Helena Nassau. Jej brat, Fryderyk, był ostatnim panującym księciem Waldecku i Pyrmontu. Siostra księżniczki Emmy, Helena Fryderyka, była żoną Leopolda, księcia Albany, syna angielskiej królowej Wiktorii oraz księcia Alberta. Inna siostra – Maria, wyszła za mąż za króla Wilhelma II Wirtemberskiego.
Jej dziadkami ze strony matki byli Wilhelm, książę Nassau oraz jego druga żona Paulina Wirtemberska. Paulina była córką księcia Pawła Wirtemberskiego oraz jego żony Charlotty z Saksonii-Hildburghausen. Paweł był synem Fryderyka I, króla Wirtembergii, i jego małżonki – księżniczki Augusty z Brunszwiku-Lüneburga. Augusta była najstarszą córką Karola Wilhelma Ferdynanda księcia Brunszwiku-Lüneburga oraz księżniczki walijskiej Augusty Charlotty.

## Małżeństwo
Emma wyszła za mąż za podstarzałego króla Wilhelma III 17 stycznia 1879 roku, dwa lata po śmierci jego pierwszej żony – Zofii Wirtemberskiej. Król miał z tego małżeństwa trzech synów:
- Wilhelma Mikołaja (1840–1879)
- Wilhelma Fryderyka Maurycego (1843–1850)
- Wilhelma Aleksandra (1851–1884).

Przy wyborze małżonki króla brano także pod uwagę księżniczkę Paulinę (starszą siostrę Emmy) oraz księżniczkę duńską Thyrę. Z Wilhelmem Emma miała tylko jedno dziecko, Wilhelminę (ur. 31 sierpnia 1880), przyszłą królową.
Kiedy Wilhelm zmarł (23 listopada 1890), królowa przejęła regencję nad swą małoletnią córką, jego ostatnim żyjącym dzieckiem. Sprawowała regencję do pełnoletniości córki, czyli do 1898. Królowa zmarła w wyniku komplikacji po przebytym zapaleniu oskrzeli w wieku 75 lat. Została pochowana w Delfcie.